# 陈盆滨
陈盆滨（1978年2月1日—），浙江人，中国极限马拉松运动员、越野滑雪运动员。2014年，他被评为CCTV体坛风云人物最佳非奥项目运动员。

## 生平
陈盆滨原是一名浙江渔民。
2010年，他参加了新疆戈壁长征250公里极限马拉松。2011年，他参加了非洲摩洛哥撒哈拉沙漠241公里的地狱马拉松。2012年9月，参加了欧洲希腊斯巴达246公里的极限马拉松。2014年11月，他在南极100公里极限马拉松中夺冠，成为在七大洲都完成极限马拉松的运动员。2015年，他完成了100天100个马拉松的挑战。2018年9月，他获得了美国G2G越野赛冠军。
2018年11月，陈盆滨宣布加入中国越野滑雪队，备战2022年北京冬奥会。